# Maigo

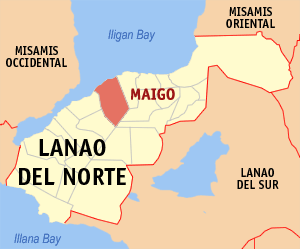
Bản đồ Lanao del Norte với vị trí của Maigo

Maigo là một đô thị hạng 5 ở tỉnh Lanao del Norte, Philippines. Theo điều tra dân số năm 2007, đô thị này có dân số 18.706 người.

## Các đơn vị hành chính
Maigo được chia ra 13 barangay.
- Balagatasa
- Campo 1
- Claro M. Recto
- Inoma
- Labuay
- Liangan West
- Mahayahay
- Maliwanag
- Mentring
- Poblacion
- Santa Cruz
- Sigapod
- Kulasihan (Villanueva)